# 須見太輔
須見 太輔（すみ だいすけ、1975年1月20日 - ）は、日本の俳優。東京都出身。
身長182cm。スリーサイズはB96cm、W79cm、H93cm。靴のサイズは26.0cm。
趣味は映画鑑賞、キックボクシング。

## 出演

### ドラマ
- 救命病棟24時（1999年、フジテレビ）
- 蘇える金狼（1999年、日本テレビ）
- 催眠（2000年、TBS） - 牟田刑事 役
- 整形美人。（2002年、フジテレビ）
- はるちゃん（2002年9月30日 - 12月27日、フジテレビ） - 清藤貴彦 役

### CM
- ボーダフォン（現・ソフトバンクモバイル）（2004年）
- ミシュラン『X-ICE -ICE HOTEL篇-』（2004年9月30日 - 2007年12月31日）
- ロート製薬　『ドライエイド』（2005年3月15日 - 9月14日）
- 花王　『ニュービーズ』（2005年4月30日 - 10月31日）
- マツダ（2005年4月24日 - 10月23日）
- ソニー　Sony Hi-Vision Quality　『君のこれから篇』（2006年6月30日 - ） - 父 役 ※石田祥子、藤本鞠佳らと共演

### 舞台
- MOBAアカデミア　『夏の夜の夢』（2005年8月13日、ドックヤードガーデン）